# Балка Северная Червоная

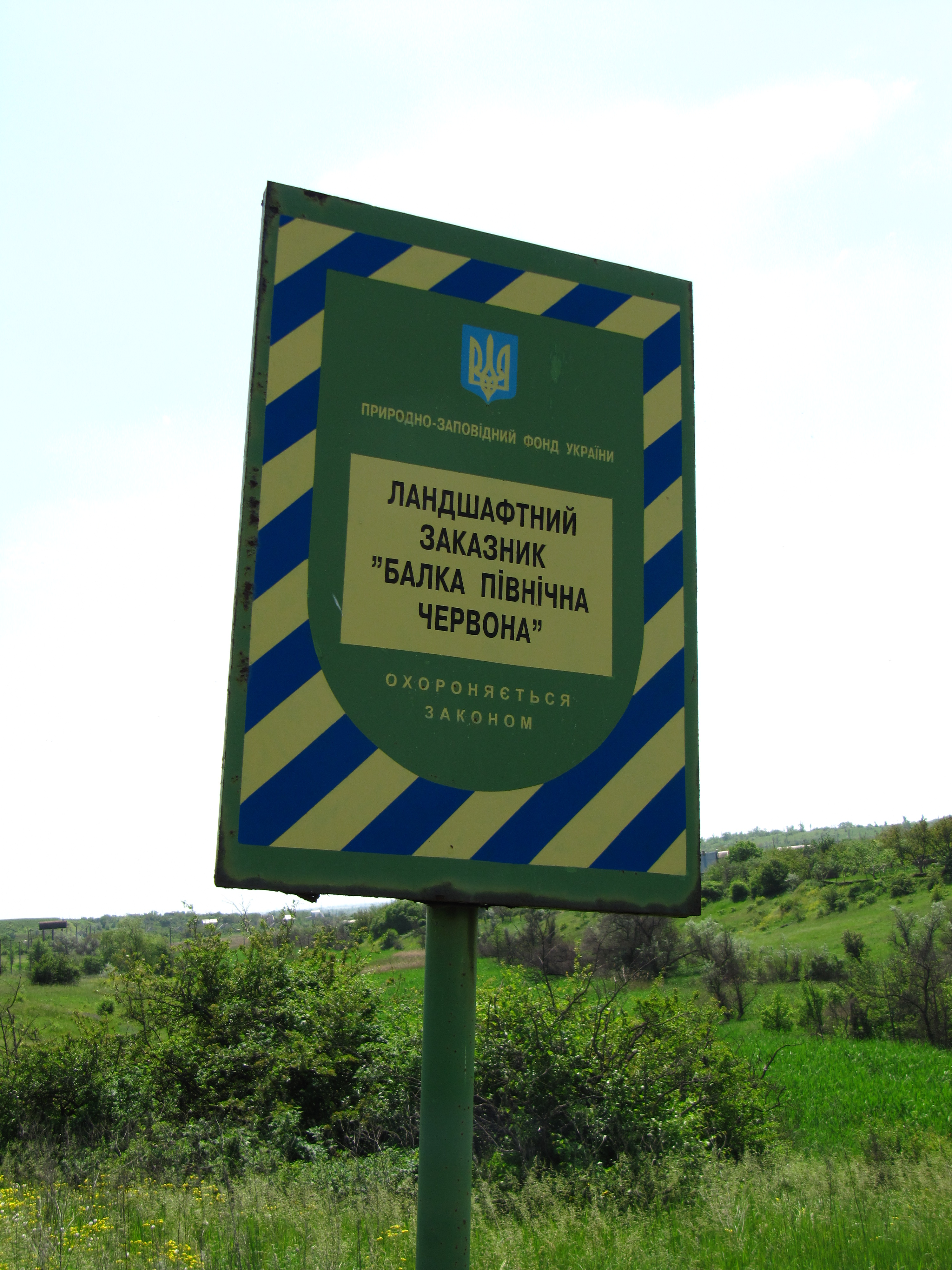
Информационный щит

Балка Северная Червоная (укр. Червона Балка Північна) — ландшафтный заказник общегосударственного значения в Украине, в Терновском районе города Кривой Рог.

## История
Систематическое изучение растительного мира балки было начато в 1972 году учёными Криворожского отделения Донецкого ботанического сада. В 1974 году эта территория была взята под охрану, как геологический заказник местного значения.
12 декабря 1983 года, постановлением Совета министров УССР № 49, территория балки площадью 28,3 га была объявлена объектом природно-заповедного фонда — ландшафтным заказником общегосударственного значения.
В 1988 году заповедную территорию увеличили на 26 гектаров за счёт заказника местного значения Балка Северная Червоная.

## Характеристика
Заповедник расположен на северо-западной окраине Кривого Рога возле микрорайона бывшего рудоуправления имени Ленина.
Площадь заказника составляет 28,3 га. Площадь самой балки — 54,3 га, длина — 36 км. По днищу балки протекает ручей, который берёт начало из прудов в посёлках Алексеевка и имени Горького и через Ленинское водохранилище, а затем автомобильную трассу на Весёлые Терны, впадает в Саксагань.
В балке на дневную поверхность выходят породы производительной железорудной толщи палеопротерозойского периода, обнажаются сланцевые и железистые горизонты, которые образуют небольшие по размерам разрозненные скальные выходы на обоих склонах. Встречаются также глыбы импактитов и обнажения песчаников с окаменелыми остатками растений.
Заказник находится на месте падения метеорита.

### Растительный мир
По днищу балки протекает ручей, по склонам которого наблюдаются различные виды растительности с богатым разнообразием. Здесь и степные, и лесные заросли, луговая растительность и прибрежно-водная, разнотравно-ковыльно-типчаковые степи и растительность каменистых обнажений. Всего на территории балки насчитывается 360 видов высших растений, среди которых 46 видов охранных, из них 8 видов внесены в Красную книгу Украины, а 28 — охраняются в области.
На выходах железистых кварцитов, которые есть по всей балке, растут два вида папоротников, охраняемых в Днепропетровской области — костенец северный, голокучник обыкновенный.
Растут также голубоглазые подснежники, хохлатка розовая, тюльпан Биберштейна. На сухих склонах цветёт ирис карликовый. Также горицвет весенний, прострел луговой, миндаль степной. Среди разнотравья встречается буквица лекарственная, чабрец, подмаренник, астрагал, молочай, купена, барвинок, ковыль, различные виды луков и васильков.

### Животный мир
Большое разнообразие насекомых — около четырехсот видов.
Много видов жуков: чернотелки, бронзовки, коровки (семиточечные, двадцатидвухточечные), клоп-солдатик и другие. Живут здесь цикады, сверчки, кузнечики, богомолы и краснокнижный вид — гигантский ктырь.
Здесь обитают муравьи (жнецы, чёрные), медоносные пчёлы, галльские осы, жужелицы и шмели (каменный, полевой), семь видов которых внесены в Красную книгу (лезус, моховой, глинистый и другие).
Множество разнообразных стрекоз — коромысла (большое, синее, рыжеватое), стрелка обычная, решётчатая, бронзовая, краснокнижный вид — красотка-девушка.
Больше всего в заказнике живёт бабочек: желтушка торфяниковая, лимонница, бархатницы, боярышница, голубянка икар, Червонцы и другие. Среди них краснокнижные бабочки — подалирий, медведица Гера, медведица девочка, махаон, поликсена.
Много видов птиц — болотный лунь, чайки (обыкновенная, серебристая), полевой жаворонок, ласточки (деревенская, городская), трясогузки (жёлтая, белая), обыкновенный соловей, сорока, удод и другие.
В ручьях живут жабы, в зарослях кустарников — полозы (четырёхполосный, желтобрюхий), пресмыкающиеся, занесённые в Красную книгу Украины. Обычными жителями балки являются зайцы.